# Pseudomeloe venosulus
Pseudomeloe venosulus es una especie de coleóptero de la familia Meloidae.

## Distribución geográfica
Habita en la Patagonia.